# Lithobius ingrediens
Lithobius ingrediens är en mångfotingart som beskrevs av Filippo Silvestri 1935. Lithobius ingrediens ingår i släktet Lithobius och familjen stenkrypare. Inga underarter finns listade i Catalogue of Life.